# Jacques Goddet

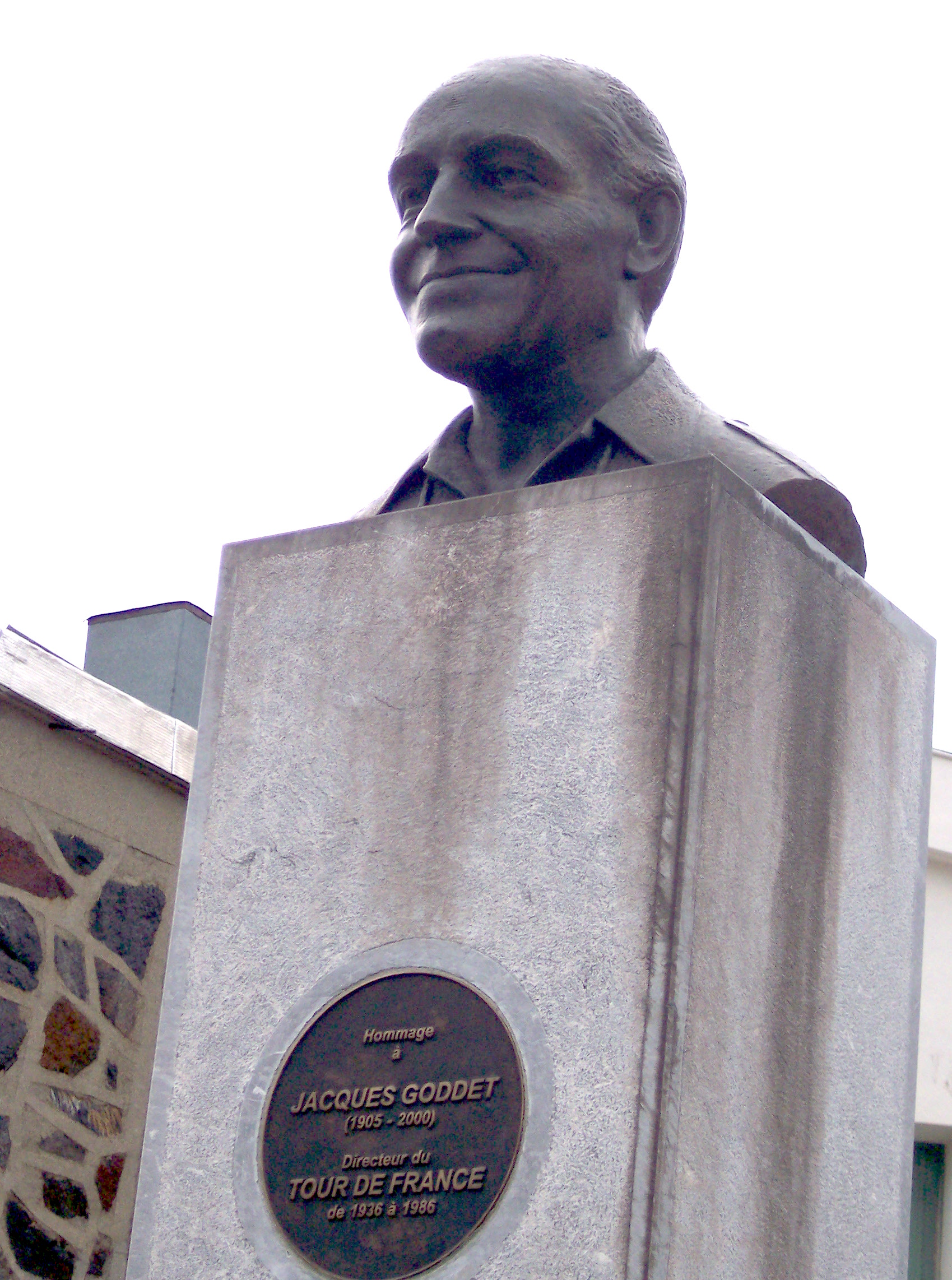
Jacques Goddet (Col du Tourmalet)

Jacques Goddet (* 21. Juni 1905 in Paris; † 15. Dezember 2000) war ein französischer Sportjournalist und Direktor der Tour de France von 1936 bis 1986.

## Biographie
Jacques Goddets Vater, Victor Goddet, war Mitbegründer und Schatzmeister der Zeitschrift L'Auto, der Vorgängerin der L’Équipe, als die Direktoren 1903 entschieden, die Tour de France ins Leben zu rufen. Nachdem Goddet sein Studium beendet hatte, wurde er 1931 Chefredakteur der L´Auto. 1932 war Goddet der erste Sonderberichterstatter der französischen Presse bei den Olympischen Spielen 1932 in Los Angeles. 1936 übernahm er von Henri Desgrange die Direktion der Tour de France. 1937, bei seiner ersten Tour, erlaubte Goddet die Einführung der Gangschaltung, gegen die sich Desgrange immer gesträubt hatte.
Während des Zweiten Weltkriegs war Goddet strikt gegen eine Wiederaufnahme der Tour, da er befürchtete, dass sein „Frieden im Juli“ von den Nationalsozialisten missbraucht würde. Als Mitbesitzer des Vélodrome d’Hiver konnte er allerdings nicht verhindern, dass das Velodrom ohne sein Einverständnis von den Deutschen für den Rafle du Vélodrome d’Hiver genutzt wurde, als im Juli 1942 dort 13.000 Juden vor ihrer Deportation gefangen gehalten wurden. Goddet bezeichnete dies bis zu seinem Tod als „das größte Leid seines Lebens“.
1947 reanimierte Goddet die Tour de France, die er ab 1963 zusammen mit Félix Lévitan noch bis 1986 leitete. Danach gab Goddet die Aufgaben schrittweise ab, bis er 1988 Jean-Marie Leblanc zum neuen Tourdirektor ernannte. Während seiner Amtszeit als Direktor führte Goddet u. a. auch das Grüne Trikot sowie das Gepunktete Trikot für den besten Bergfahrer ein, zudem die Zeitgutschriften bei Zielankünften.
Jacques Goddet starb am 15. Dezember 2000 im Alter von 95 Jahren. Die Trauerfeier fand im Invalidendom in Paris statt, in dem nur die größten Franzosen geehrt werden. Heute erinnert ein Denkmal am Col du Tourmalet an Jacques Goddet.

## Goddet als Person
Unter seinen Mitarbeitern genoss Goddet hohen Respekt, da er neben seinen Tätigkeiten als Tourdirektor, Zeitungschef und Schöpfer von anderen Sportveranstaltungen immer noch Sportjournalist blieb.
Jacques Goddet war ein typischer Frühaufsteher und ein Freund der Gymnastik. Er lehnte Aufzüge strikt ab und zog es immer vor, die Treppe zu benutzen.
An besonders heißen Tagen leitete Goddet die Touretappen fast immer in der Uniform eines britischen Kolonialoffiziers, mit Khakihemd, knielangen Shorts und Tropenhelm.
Jean-Marie Leblanc, Goddets Nachfolger, hielt noch regelmäßig Rücksprache mit ihm, bevor er wichtige Entscheidungen fällte, wie zum Beispiel bei der Festina-Affäre (1998).